# 금천구청장
금천구청장은 서울특별시 금천구의 구청장이다. 
| 대수 | 이름   | 재임기간                        | 비고           |
| ---- | ------ | ------------------------------- | -------------- |
| -    | 반상균 | 1995년 3월 1일~1995년 3월 30일  | 관선           |
| -    | 박정길 | 1995년 3월 31일~1995년 6월 30일 | 관선           |
| 1    | 반상균 | 1995년 7월 1일~1998년 6월 30일  | 민선 1기       |
| 2    | 반상균 | 1998년 7월 1일~2002년 6월 30일  | 민선 2기. 재선 |
| 3    | 한인수 | 2002년 7월 1일~2006년 6월 30일  | 민선 3기       |
| 4    | 한인수 | 2006년 7월 1일~2010년 6월 30일  | 민선 4기. 재선 |
| 5    | 차성수 | 2010년 7월 1일~2014년 6월 30일  | 민선 5기       |
| 6    | 차성수 | 2014년 7월 1일~2018년 6월 30일  | 민선 6기. 재선 |
| 7    | 유성훈 | 2018년 7월 1일~2022년 6월 30일  | 민선 7기       |
| 8    | 유성훈 | 2022년 7월 1일~                 | 민선 8기. 재선 |

※금천구청의 역대구청장 페이지에는 민선 구청장만 표시하고 있다.

## 같이 보기
- 금천구청장 선거